# العلاقات الجنوب إفريقية الليتوانية
العلاقات الجنوب أفريقية الليتوانية هي العلاقات الثنائية التي تجمع بين جنوب أفريقيا وليتوانيا.

## مقارنة بين البلدين
هذه مقارنة عامة ومرجعية للدولتين:
| وجه المقارنة                                              | جنوب أفريقيا | ليتوانيا                                                    |
| --------------------------------------------------------- | --- | ----------------------------------------------------------- |
| المساحة (كم2)                                             | 1.22 مليون | 65.30 ألف                                                   |
| عدد السكان (نسمة)                                         | 57.73 مليون | 2.79 مليون                                                  |
| الكثافة السكانية (ن./كم²)                                 | 47.32 | 42.73                                                       |
| العاصمة                                                   | بريتوريا، بلومفونتين، كيب تاون | فيلنيوس، كاوناس                                             |
| اللغة الرسمية                                             | لغة إنجليزية، اللغة الأفريقانية، اللغة النديبلي الجنوبية، اللغة السوثو الشمالية، اللغة السوتية، لغة سوازي، اللغة التسونجا، اللغة التسوانية، اللغة الفيندية، اللغة الكوسية، اللغة الزولوية | اللغة الليتوانية                                            |
| العملة                                                    | راند جنوب أفريقي | ليتاس ليتواني، يورو                                         |
| الناتج المحلي الإجمالي (بليون دولار)                      | 349.42 مليار | 47.17 مليار                                                 |
| الناتج المحلي الإجمالي (تعادل القوة الشرائية) بليون دولار | 725.91 مليار | 84.06 مليار                                                 |
| الناتج المحلي الإجمالي الاسمي للفرد دولار أمريكي          | 5.72 ألف | 14.15 ألف                                                   |
| الناتج المحلي الإجمالي للفرد دولار أمريكي                 | 13.05 ألف | 27.69 ألف                                                   |
| مؤشر التنمية البشرية                                      | 0.666 | 0.839                                                       |
| رمز المكالمات الدولي                                      | +27 | +370                                                        |
| رمز الإنترنت                                              | .za | .lt                                                         |
| المنطقة الزمنية                                           | ت ع م+02:00، أفريقيا/جوهانسبرغ ‏ | ت ع م+02:00، ت ع م+03:00، أوروبا/فيلنيوس ‏، توقيت شرق أوروبا |

## منظمات دولية مشتركة
يشترك البلدان في عضوية مجموعة من المنظمات الدولية، منها:
| علم المنظمة | اسم المنظمة                        | تاريخ انضمام جنوب أفريقيا | تاريخ انضمام ليتوانيا |
| ----------- | ---------------------------------- | ------------------------- | --------------------- |
|             | مؤسسة التنمية الدولية              | 12 أكتوبر 1960            | 23 سبتمبر 2011        |
|             | يونسكو                             | 4 نوفمبر 1946             | 7 أكتوبر 1991         |
|             | وكالة ضمان الاستثمار متعدد الأطراف | 10 مارس 1994              | 8 يونيو 1993          |
|             | الأمم المتحدة                      | 7 نوفمبر 1945             | 17 سبتمبر 1991        |
|             | الاتحاد البريدي العالمي            | ?                         | ?                     |
|             | البنك الدولي للإنشاء والتعمير      | 27 ديسمبر 1945            | 6 يوليو 1992          |
|             | الاتحاد الدولي للاتصالات           | 1910                      | 1 يوليو 1923          |
|             | منظمة حظر الأسلحة الكيميائية       | ?                         | ?                     |
|             | مؤسسة التمويل الدولية              | 3 أبريل 1957              | 15 يناير 1993         |
|             | منظمة التجارة العالمية             | 1995                      | ?                     |
|             | مجموعة الموردين النوويين           | ?                         | ?                     |
|             | منظمة الشرطة الجنائية الدولية      | ?                         | ?                     |

## وصلات خارجية
- موقع وزارة الخارجية الجنوب أفريقية
- موقع وزارة الخارجية الليتوانية